# Michał Bryl
Michał Bryl (Łódź, 9 de octubre de 1994) es un deportista polaco que compite en voleibol, en la modalidad de playa.
Ganó una medalla de bronce en el Campeonato Mundial de Vóley Playa de 2023. Participó en los Juegos Olímpicos de Tokio 2020, ocupando el noveno lugar en el torneo masculino.

## Palmarés internacional
| Campeonato Mundial | Campeonato Mundial | Campeonato Mundial | Campeonato Mundial |
| Año                | Lugar              | Medalla            | Pareja             |
| ------------------ | ------------------ | ------------------ | ------------------ |
| 2023               | Tlaxcala (México)  | Medalla de bronce  | Bartosz Łosiak     |